# Momoka Nishina
Momoka Nishina (仁科百華 Nishina Momoka) est une actrice de films pornographiques,idole de la vidéo pour adultes, japonaise, née le 24 mai 1991  à Tokyo.
Elle mesure 100 cm de tour de poitrine, avec des bonnets J.

## Biographie
Elle a commencé sa carrière dans la vidéo adulte en octobre 2010. Elle a apparu depuis dans plus de 800 œuvres, dont plus de la moitié sont ses compilations. Elle a travaillé pour plusieurs compagnies (dont Rookie, Moodyz, Crystal-Eizou, Glory Quest, TMA, Waap Entertainment and Wanz Factory), principalement dans la catégorie 巨乳.
Le 28 mai 2013, elle annonce sur son blog qu'elle met fin à sa carrière.

## Récompenses
Le distributeur de vidéos pour adultes DMM a organisé un sondage auprès de ses clients pour choisir les cent meilleures actrices d'AV de tous les temps ; Nishina a obtenu la 16e place.